# 시드 (도시)
시드(세르비아어: Шид / Šid)는 세르비아 보이보디나 자치주의 스렘 구에 위치한 도시로 면적은 687km2, 인구는 34,188명(2011년 기준)이다.

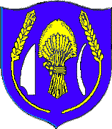
시 문장

## 인구
| 연도  | 인구   | ±% p.a. |
| ----- | ------ | ------- |
| 1948  | 32,518 | —       |
| 1953  | 34,679 | +1.30%  |
| 1961  | 37,430 | +0.96%  |
| 1971  | 38,752 | +0.35%  |
| 1981  | 37,459 | −0.34%  |
| 1991  | 36,317 | −0.31%  |
| 2002  | 38,973 | +0.64%  |
| 2011  | 34,188 | −1.44%  |
| 출처: |        |         |

## 같이 보기
- 시르미아